# Văleni (gmina w okręgu Neamț)
Văleni – gmina w Rumunii, w okręgu Neamț. Obejmuje miejscowości David, Moreni, Munteni i Văleni. W 2011 roku liczyła 1380 mieszkańców.